# سودوکو
سودوکو (به ژاپنی: 数独)، جدول اعدادی است که یکی از بهترین تمرین‌های مغز و تقویت آی کیو است که امروزه یکی از سرگرمی‌های رایج در کشورهای مختلف جهان به‌شمار می‌آید.
روزنامه‌های فرانسوی از انواع مختلف پازل سودوکو در قرن نوزدهم استفاده می‌کردند و این پازل از سال ۱۹۷۹ در کتاب‌های پازل با نام جایگاه اعداد (به انگلیسی: Number Place) ظاهر شده‌است. با این حال، سودوکو مدرن فقط در سال ۱۹۸۶ محبوبیت گسترده‌ای پیدا کرد که توسط شرکت پازل ژاپنی نیکولی با نام سودوکو به معنی «عدد واحد» منتشر شد. این اولین بار در یک روزنامه آمریکایی، و سپس تایمز (لندن)، در سال ۲۰۰۴، به لطف تلاش‌های وین گولد، که یک برنامه کامپیوتری را برای تولید سریع پازل‌های منحصر به فرد طراحی کرد ، منتشر شد.

## تاریخچه
سودوکو، مخفف یک عبارت ژاپنی 数字は独身に限る که خوانده می‌شود سوجی وا دوکوشین نی کاگیرو به معنی «ارقام باید تنها باشند» است.
هر چند این بازی برای اولین بار در یک مجله پازل آمریکایی در سال ۱۹۷۹ انتشار یافت، ولی انتشار آن به‌طور مستمر و پی‌گیر برای نخستین مرتبه بر می‌گردد به ژاپن در ۱۹۸۶ و از سال ۲۰۰۵ این سرگرمی به محبوبیت جهانی دست یافت و نخستین مسابقه ملی آن در سال ۲۰۰۸ در فیلادلفیا، آمریکا برگزار شد.
بازی سودوکو سالها در ژاپن و ایالات متحده آمریکا وجود داشته و در حقیقت شاخه ای از پازل چهارخانه ای جادوئی است که انسان را از ابتدای تاریخ شیفته خود کرده‌است؛ بنابراین حقیقتاً این تعجب آور نیست که ناگهان اینچنین پرطرفدار شد. این بازی شامل همه چیزهایی است که انسان کنجکاو عاشق آن است.
در ابتدا کمی اسرارآمیز و پیچیده به نظر می‌رسد اما بعد به شکل مسئله ای که ما فکر می‌کنیم می‌توانیم حلش کنیم تبدیل می‌شود و در نهایت وقتی ما جواب را پیدا کردیم، احساسی از پیروزی و غرور به ما دست می‌دهد.
این نوع جدول باعث تقویت فکر و ذهن انسان می‌گردد به همین دلیل از این بازی در بسیاری از مسابقات به منظور سنجش قابلیت تعقل استفاده شده و در بسیاری از فستیوال‌ها، به عنوان مقام نخست جهانی در بین بازی‌های سرگرمی دست می‌یابد.

در ایران برای اولین بار روزنامه همشهری در سال ۱۳۸۵ اقدام به چاپ سودوکو به صورت روزانه کرد.

## قانون بازی
نوع متداول سودوکو یک جدول ۹x۹ است که کل جدول هم به ۹ جدول کوچک‌تر ۳x۳ تقسیم شده‌است. در این جدول چند عدد به طور پیش فرض قرار داه شده که باید باقی اعداد را با رعایت سه قانون زیر یافت:
- قانون اول: در هر سطر جدول اعداد ۱ الی ۹ بدون تکرار قرار گیرد.
- قانون دوم: در هر ستون جدول اعداد ۱ الی ۹ بدون تکرار قرار گیرد.
- قانون سوم: در هر ناحیه ۳x۳ جدول اعداد ۱ الی ۹ بدون تکرار قرار گیرد.